# Monocarpia marginalis
Monocarpia marginalis là loài thực vật có hoa thuộc họ Na. Loài này được (R. Scheffer) James Sincl. mô tả khoa học đầu tiên năm 1955.